# Andrzej Grzybkowski
Andrzej Wojciech Grzybkowski (ur. 22 stycznia 1935 w Poznaniu, zm. 1 stycznia 2025) – polski historyk sztuki, nauczyciel akademicki.

## Życiorys
Absolwent Uniwersytetu im. Adama Mickiewicza w Poznaniu (studia z zakresu geografii, polonistyki oraz historii sztuki). W 1989 habilitował się na Uniwersytecie Warszawskim w dyscyplinie historii, specjalność archiwistyka, na podstawie dzieła Średniowieczne kaplice zamkowe Piastów śląskich (XII–XIV wiek).
Specjalizował się w historii architektury i rzeźby średniowiecznej. Autor licznych artykułów w czasopismach włoskich, niemieckich i francuskich. Wicedyrektor Instytutu Historii Sztuki Uniwersytetu Warszawskiego (1981–1984), kierownik Zakładu Historii Architektury w Instytucie Historii Sztuki Uniwersytetu Warszawskiego (1997–2000). Członek Stowarzyszenia Historyków Sztuki, Polskiego Towarzystwa Heraldycznego oraz Komitetu Nauk o Sztuce Polskiej Akademii Nauk (wiceprzewodniczący 2007–2011), redaktor naczelny „Rocznika Historii Sztuki” (1999–2013).
Zajmował się fotografią artystyczną (członek Związku Polskich Artystów Fotografików od 1965). W latach 1961–1963 był członkiem Sekcji Artystycznej Poznańskiego Towarzystwa Fotograficznego – elitarnej grupy prowadzonej przez Fortunatę Obrąpalską. Twórczość prezentował na 17 wystawach indywidualnych oraz ponad 20 wystawach zbiorowych, w tym za granicą.

## Wybrane publikacje
- Wczesnogotycki kościół i klasztor dominikanów w Sieradzu (1979)[9]
- Zamek w Kurozwękach (1981)
- Średniowieczne kaplice zamkowe Piastów Śląskich (XII–XIV wiek) (1990)[10]
- Między formą a znaczeniem. Studia z ikonografii architektury i rzeźby gotyckiej (1997)[11]
- Gotycka architektura murowana w Polsce (2014)

## Wystawy indywidualne[12]
- Poznańskie Towarzystwo Fotograficzne (1963)
- Lubelskie Towarzystwo Fotograficzne (1965)
- "Nieborów: pole i woda", Muzeum w Nieborowie i Arkadii (2002)
- "Jesień", Muzeum Wojska Polskiego, Warszawa (2002)
- "Muzeum Żydowskie w Berlinie", Muzeum Nadwiślańskie, Kazimierz Dolny (2004)
- "Daniela Libeskinda Muzeum Żydowskie w Berlinie", Stowarzyszenie Architektów RP, Warszawa (2005)
- "W nieborowskim parku i polu", Fundacja Europejskiej Szkoły Onkologii, Warszawa (2005)
- "Daniela Libeskinda Muzeum Żydowskie w Berlinie", Muzeum Architektury, Wrocław (2005)
- "Krajobrazy łowickie", Muzeum w Łowiczu (2005)
- "Kalamita", Ośrodek Edukacyjno-Muzealny Tatrzańskiego Parku Narodowego, Zakopane (2007)
- "Alpy i Tatry", Galeria Domu Kultury Podgórze, Kraków (2009)
- Galerie für mitteleuropäische Kunst kunst#stücke, Wiedeń (2009)
- "Judaica berlińskie. Muzeum. Pomnik. Cmentarz", Stradomskie Centrum Dialogu, Kraków (2010)
- "Pięć tematów nieborowskich", Muzeum w Nieborowie i Arkadii (2011)
- "Trzy kirkuty: Kraków, Praga, Berlin", Ośrodek "Brama Grodzka – Teatr NN", Lublin (2012)
- "Świadkiem jest ta stela. Cmentarz Remu w fotografiach Andrzeja Grzybkowskiego", Żydowskie  Muzeum Galicja, Kraków (2017)
- "Koty nieborowskie", Muzeum w Nieborowie i Arkadii (2018)